# Everlövsmästaren

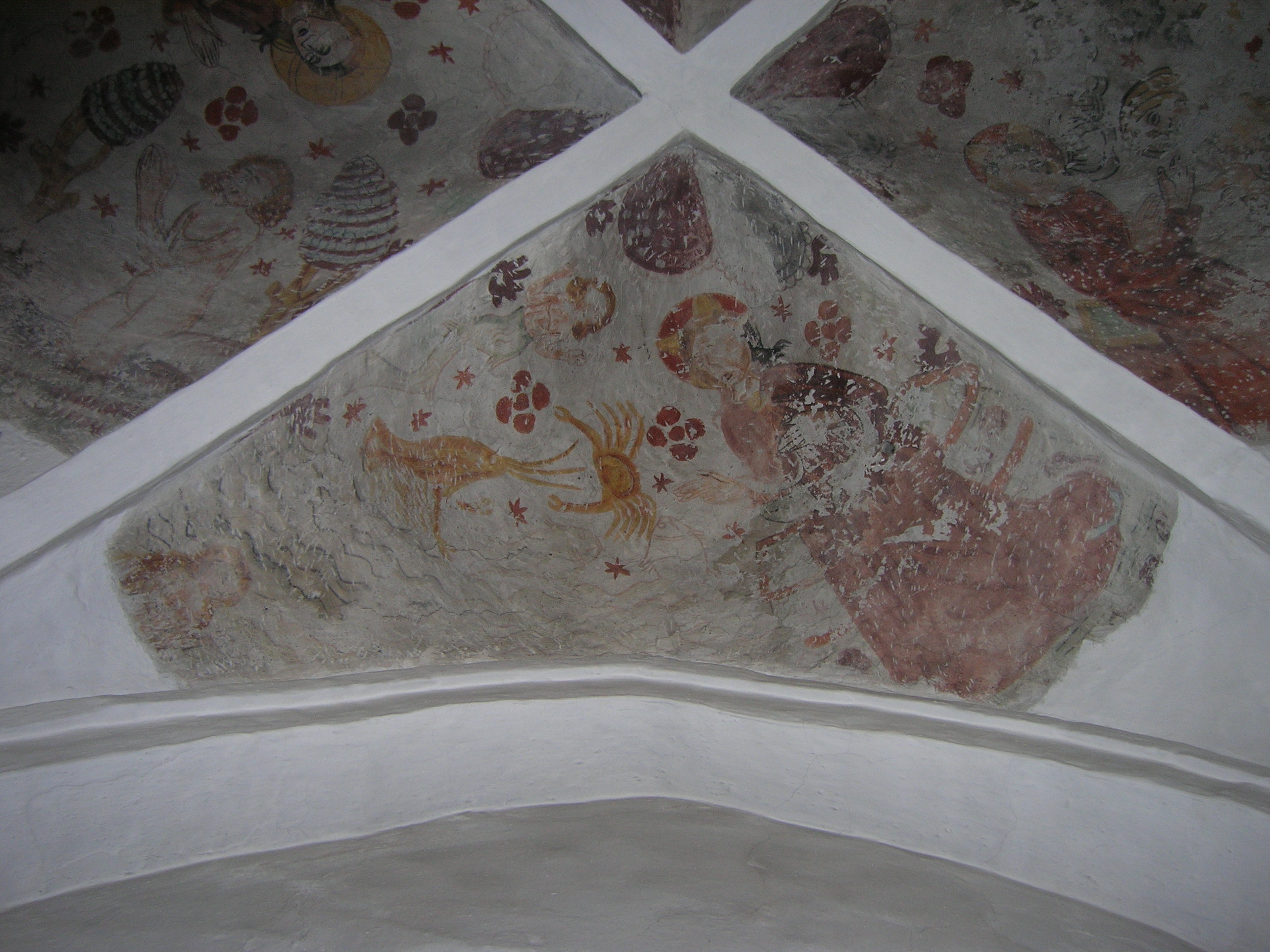
Gud skapar havsvarelser, Everlövs kyrka.

Everlövsmästaren, även Everlövsgruppen, var en anonym skånsk kalkmålare som var verksam  under slutet av 1400-talet eller början av 1500-talet. Han har fått sitt namn från Everlövs kyrka i Sjöbo kommun.
Gruppen var även verksam i dagens Danmark, på Falster och Lolland, där han kallas Brarupmästaren eller Brarupsverkstaden.  Vissa likheter i stilen har gjort att det ibland varit svårt att hålla isär verk av Everlövsmästaren från Harriemästaren. Mästaren eller gruppen bedöms även ha utfört målningar i bland annat Andrarums kyrka, Benestads kyrka, Farstorps kyrka, Gustav Adolfs kyrka, Viby, Hästveda kyrka, Kågeröds kyrka, Norra Vrams kyrka, Röddinge kyrka, Södra Åsums gamla kyrka, Stoby kyrka, Äspö kyrka och Sankta Maria kyrka, Åhus.
Everlövsmästarens framställningar karakteriseras av en folklig stil med stor berättarglädje och (ursprungligen) starka färger. Figurerna är enkla och schablonartade, och målningarna är försedda med en ornamentik som är förenklade varianter av äldre måleri. Everlövsmästarens ornamentik känns särskilt igen på målade grenar med löv som går ut från valvribborna, stiliserade rosor och stjärnor. Hans egenartade avbildande av en räka har setts som ett slags signaturmotiv för mästaren. Utöver på valven i kyrkorna, har man ofta hittat målningar av mästaren på långhusväggarna.

## Kyrkor smyckade av Everlövsmästaren
- Andrarums kyrka[3]
- Benestads kyrka[1]
- Everlövs kyrka[1]
- Farstorps kyrka[1]
- Gustav Adolfs kyrka, Viby[4]
- Hästveda kyrka[1]
- Kågeröds kyrka[1]
- Norra Vrams kyrka[5]
- Röddinge kyrka[1]
- Sankta Maria kyrka, Åhus
- Södra Åsums gamla kyrka[6]
- Stoby kyrka[1]
- Äspö kyrka[1]

### Kyrkor smyckade av Brarupsmästaren
- Aastrup Kirke[7]
- Brarup Kirke[8]
- Gjerrild Kirke[8]
- Hyllested Kirke[8]
- Kongsted Kirke[9]
- Lyngby Kirke[8]
- Tirsted Kirke
- Toreby Kirke[10]
- Tågerup Kirke[11]
- Sædinge Kirke[12]
- Søndersø Kirke